# Grammy Award for Best Contemporary R&B Album
Der Grammy Award for Best Contemporary R&B Album, auf Deutsch „Grammy-Auszeichnung für das beste Contemporary-R&B-Album“, ist ein Musikpreis, der von 2003 bis 2011 bei den jährlich stattfindenden Grammy Awards verliehen wird. Ausgezeichnet wurden Musiker oder Bands, deren Album dem Contemporary R&B zugeordnet wird.
Vor 2003 und ab 2012 wurde diese Kategorie mit der Kategorie Grammy Award for Best R&B Album zusammengelegt.

## Gewinner und nominierte Künstler
| Jahr                  | Künstler / Band | Nationalität       | Werk                     | Weitere nominierte Künstler | Bilder der Künstler |
| --------------------- | --------------- | ------------------ | ------------------------ | --- | ------------------- |
| 2003 1. März 2003     | Ashanti         | Vereinigte Staaten | Ashanti                  | - Brandy – Full Moon - Faith Evans – Faithfully - Floetry – Floetic - Meshell Ndegeocello – Cookie: The Anthropological Mixtape     |                     |
| 2004 28. Februar 2004 | Beyoncé         | Vereinigte Staaten | Dangerously in Love      | - Ashanti – Chapter II - Mary J. Blige – Love & Life - Anthony Hamilton – Comin’ from Where I’m From - R. Kelly – Chocolate Factory |                     |
| 2005 26. Februar 2005 | Usher           | Vereinigte Staaten | Confessions              | - Brandy – Afrodisiac - Janet Jackson – Damita Jo - Christina Milian – It’s About Time - Mario Winans – Hurt No More                |                     |
| 2006 25. Februar 2006 | Mariah Carey    | Vereinigte Staaten | The Emancipation of Mimi | - Amerie – Touch - Destiny’s Child – Destiny Fulfilled - Mario – Turning Point - Omarion – O                                        |                     |
| 2007 24. Februar 2007 | Beyoncé         | Vereinigte Staaten | B’Day                    | - Chris Brown – Chris Brown - Janet Jackson – 20 Y.O. - Kelis – Kelis Was Here - Ne-Yo – In My Own Words                            |                     |
| 2008 23. Februar 2008 | Ne-Yo           | Vereinigte Staaten | Because of You           | - Akon – Konvicted - Keyshia Cole – Just Like You - Fantasia – Fantasia - Emily King – East Side Story                              |                     |
| 2009 21. Februar 2009 | Mary J. Blige   | Vereinigte Staaten | Growing Pains            | - J. Holiday – Back of My Lac’ - Karina – First Love - Ne-Yo – Year of Gentleman - Jazmine Sullivan – Fearless                      |                     |
| 2010 27. Februar 2010 | Beyoncé         | Vereinigte Staaten | I Am… Sasha Fierce       | - Jamie Foxx – Intuition - Pleasure P – The Introduction of Marcus Cooper - Trey Songz – Ready - T-Pain – Three Ringz               |                     |
| 2011 23. Februar 2011 | Usher           | Vereinigte Staaten | Raymond v. Raymond       | - R. Kelly – Untitled - Chris Brown – Graffiti - Ryan Leslie – Transition - Janelle Monáe – The ArchAndroid                         |                     |